# Tila (Chiapas)
Tila es una localidad situada en el estado de Chiapas en el sureste mexicano. Según el censo de 2020, tenía una población de 9609 habitantes.
 

Ha sido y es el centro ceremonial del venerado Cristo Negro "Señor de Tila", que reúne el 15 de enero, Semana Santa y Corpus Christi, una gran cantidad de peregrinos choles y peregrinos en general que llegan de muchos y muy diversos lugares de la República Mexicana. 

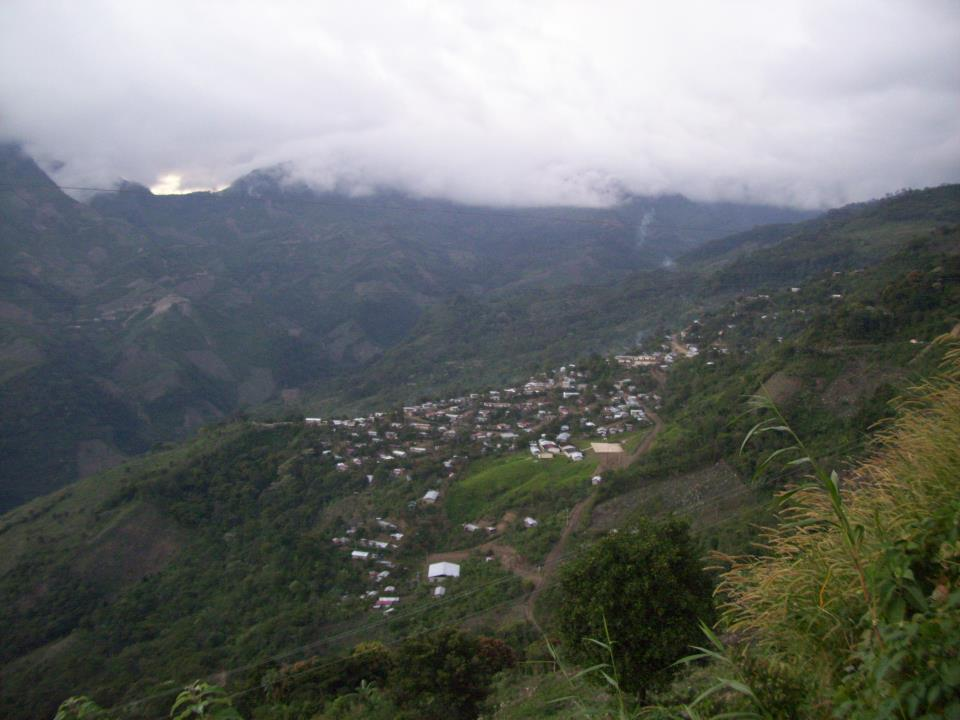
Vista panorámica de un pueblo de Tila

## Toponimia
Su nombre Tila, significa: "en el agua negra" y se da en honor del patrono San Mateo de Tila. Antonio Peñafiel Barranco en su libro Nomenclatura Geográfica de México (1897) menciona que la palabra «Tila» es una corrupción probable de la palabra náhuatl «Tillan», «lugar negro»; mencionado que el lugar pertenece al Estado do Chiapas y había otros tres con el mismo nombre en el Estado de Tabasco.

## Geografía

### Ubicación

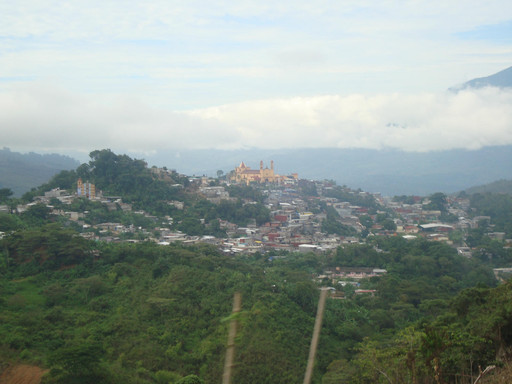
Panorámica del municipio de Tila, foto tomada desde la carretera que lleva a la ciudad

La localidad está ubicada en el norte del estado de Chiapas. Sus coordenadas son: latitud 17°18′2″ N y longitud 92°22′33″ O.

### Clima
Tila está situada en la sierra chiapaneca, por lo que el clima predominante en la región, principalmente en la cabecera municipal, es fresco, con abundantes lluvias todo el año. La temperatura media en todo el año es de 25 °C.

### Transporte
Cuenta con una central de autobuses, con cuatro corridas diarias (dos en la mañana y otras dos en la tarde) a la ciudad de Villahermosa y Macuspana, Tabasco y Salto de Agua, Chiapas, operado por la línea Transportes Macuspana (TM), además de una central de urban que opera la ruta Villahermosa-Tila y Tila-Villahermosa, con corridas diarias, en varios horarios.
Se tienen además, diferentes servicios de taxi y de camionetas particulares que conectan a la cabecera municipal con las comunidades más importantes de Tila, El Limar y Petalcingo, entre otras, así como a los municipios vecinos de Yajalón, Tumbalá y Salto de Agua.

## Historia
Tila significa en el idioma náhuatl "en el agua negra". Este es un pueblo prehispánico asentado sobre los picachos de un cerro sobre las montañas del norte. En 1536 el conquistador Francisco Gil Zapata incursionó en el poblado en busca de esclavos, marcando con un hierro candente a varios poblados, y quemando a 14 principales.  En 1564, ya se cita como pueblo en las relaciones estadísticas de la iglesia; en 1665, era parroquia a la que correspondían Tumbalá y Petalcingo de las 4 Garnachas; en 1678, era curato y sus vecinos se quejaban por los abusos de su cura doctrinero; el 27 de julio de 1829, decreta el gobernador interino Emeterio Pineda su elevación a la categoría de Villa; en 1833, llega el servicio postal a Tila por medio de valijas dos veces por semana. Con motivo de la epidemia del cólera morbus, los vecinos de Tila y otros pueblos, creyendo que se trataba de trucos de los hechiceros, cometieron muchos asesinatos e incendiaron varias casas. Considerando que trataban de alzarse en armas, acudió el gobernador tratando de castigarlos; persiguió a los amotinados pero convencido de lo contrario, el 4 de marzo de 1852 les concedió el indulto.

Los primeros bautizos realizados por el dominico Fray Pedro Lorenzo de la Nada se realizaron en 1563, y posteriormente se fundó la hermandad del Santísimo Rosario. En 1677 era curato, y se registran documentos de aquella época manifestando los abusos de un cura doctrinero, el padre Cuevas, que desquitaba sus frustraciones con furor racista mediante castigos físicos sobre los habitantes indígenas choles. 

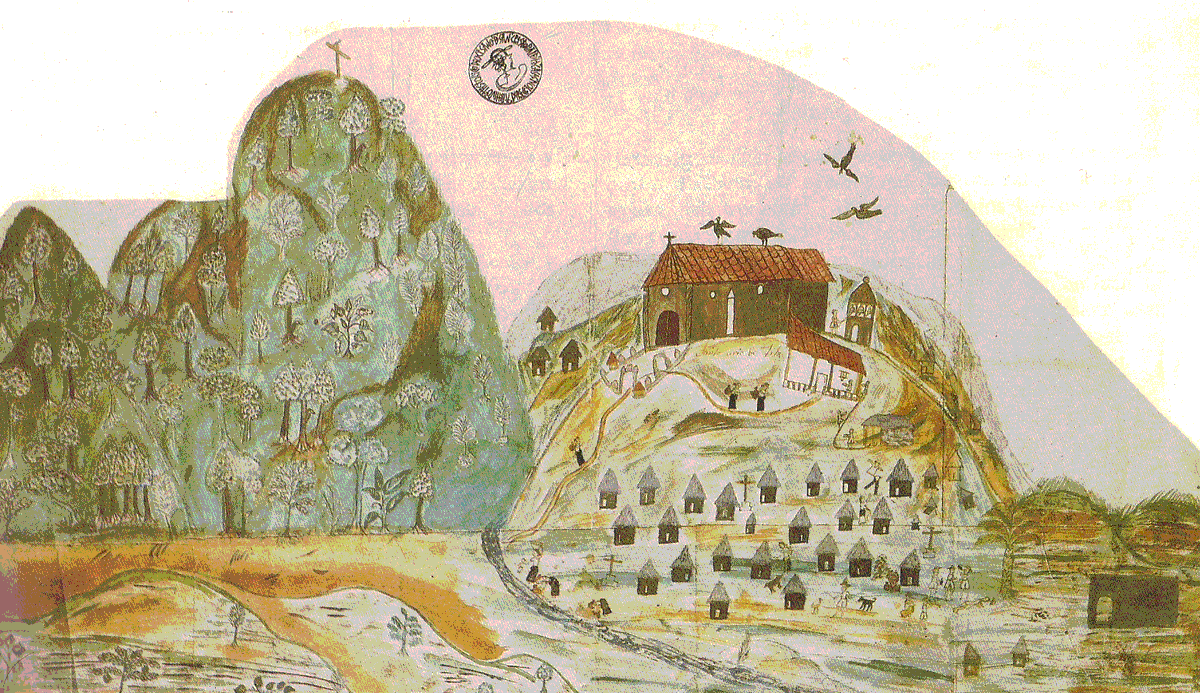
Acuarela de Tila. Archivo Diocesano

En 1712 se organizó en Tila un levantamiento en contra de las autoridades estatales por la cuestión de tributos. En julio de 1829 el gobernador interino Emeterio Pineda, decreta su elevación a la categoría de Villa. El servicio postal llegó a Tila en 1833.
En 1920 se hicieron trámites que duraron por 10 años en México y en Tuxtla Gutiérrez para gestionar la formación de ejidos. La resolución presidencial, con respecto a la formación de ejidos, ocurrió en 1930. Desde entonces existen en Tila dos autoridades principales, representadas por el Comisario Ejidal y por la presidencia municipal.
En el año 2005 se produjo un conflicto por representantes de ambas autoridades que dividió al pueblo entre ejidatarios (propietarios indígenas de las tierras comunales) y pobladores (poseedores de títulos de tierra a través de un acuerdo de compra-venta).
En 2015, la gente que en su momento se autoproclamo autónoma, en su mayoría personas conocidas como ejidatarios, se sintieron amenazados por el crecimiento acelerado que estaba teniendo el pueblo, ya que ellos creyeron que se les estaba arrebatando sus tierras debido al desarrollo que estaba teniendo el pueblo, cabe señalar que esta personas eran una pequeña minoría dentro del pueblo que con lujo de violencia lograron eliminar el gobierno municipal que estaba hasta ese entonces instaurado, debido a ciertas irregularidades que creyeron que se tenía en las tierras, propiedad de la población indígena (ejidatarios), así como diversas tiendas y establecimientos comerciales, logrando que en el municipio empeorara la economía basada en el turismo, desde que esta minoría causó este problema han surgido problemas graves dentro del poblado en general ya que la violencia y problemas de adicción han aumentado gracias a la ausencia de un organismos gubernamental, donde también actos de vandalismos, robos e incluso asesinatos han ido en aumento creando un lugar de inseguridad y donde en muchos casos personas que no pertenecen a esta minoría se ha visto afectas ya que se sienten inseguras porque cualquier hecho criminal podría quedar impune. 
Un consejo de esta minoría antes mencionada se ha autoproclamado autoridad dentro del pueblo, lo cual a afectado a muchos pobladores que no pertenecen a su secta, ya que han tratado de imponer sus propias leyes sin éxito alguno. Hasta el día tanto el presidente municipal Limber Gregorio Gutiérrez Gómez, cuya administración radica en la localidad de El Limar, y el gobierno de Chiapas no se ha encargado de solucionar este problema.

## Economía
Es una de las localidades más pobres del estado de Chiapas. La agricultura es el principal sustento económico de las familias tilenses.
La calidad de la tierra y el clima ayudan a la producción de maíz y café, que son los principales productos que se cosechan. Otros productos son el cilantro, la ruda, la albahaca, el frijol y la calabaza.
También se cría ganado vacuno y aves de corral, cultivo de maíz, frijol, calabaza, entre otros.
El turismo es otro factor importante de la economía tilense. Los principales visitantes que se reciben todo el año son los tabasqueños y campechanos. La temporada más importante para el turismo son las festividades de Corpus Christi, donde se reciben miles de visitantes de todas partes de la república.

## Cultura

### Idiomas
La población tilense es bilingüe. Es una de los pocas localidades en México donde aún se habla una lengua indígena. Las familias tilenses se comunican en chol y son capaces de hablar español. El 70 % de la población habla chol, siendo esta la lengua más hablada, mientras que el español es hablado por casi el 90% de los tilenses.[cita requerida]
La educación básica, principalmente la educación primaria, ofrece educación bilingüe.

### El Cisma de Tila
Tila es conocido en los estados de Chiapas y Tabasco por ser un importante lugar de peregrinación, ya que existen dos imágenes emblemáticas asociadas a hechos milagrosos. Una de ellas, la más antigua, es el Señor de Tila. La otra, de reciente historia, es Santa Martha Virgen. Ambas imágenes se han constituido en la representación de uno de los más significativos cismas católicos de México. Esta división tuvo lugar el 30 de mayo de 2001, cuando un grupo de indígenas choles expresaron en un documento dirigido a Felipe Arizmendi Esquivel, obispo de San Cristóbal de las Casas, sus quejas hacia los representantes de la iglesia católica. La iglesia católica fue acusada de difamación y utilización de la imagen del Señor de Tila para la financiación de campañas políticas.

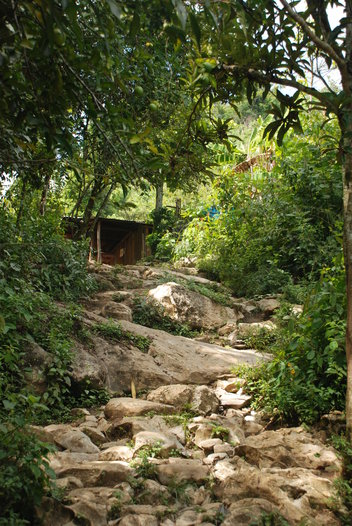
La única forma de llegar hasta la sima del cerro San Antonio es escalando piedras

#### El Señor de Tila
El Señor de Tila es un imponente Cristo de madera noble custodiado en la iglesia principal del pueblo (parroquia de San Mateo). Entre los documentos más antiguos sobre su origen destaca un relato dirigido al papa Clemente XI sobre las Constituciones Diocesanas y escrito por Fray Francisco Núñez de la Vega en el año 1696. En dicha carta se habla de una “imagen muy antigua de Nuestro Señor Salvador en la Cruz, que se veía teñida y rodeada desde hacía muchísimo por una negrura casi secular".
En el siglo XVIII se construyó una iglesia cerca de la colonia de Misijá (en chol “agua de gato”) donde estuvo la imagen. Según un relato recogido por J. Pérez Chacón el Cristo llegó a ser trasladado a una segunda iglesia en la colonia de Chulúm Chico y a una tercera –hoy en ruinas- que es donde se encuentra el actual panteón de Tila.
Finalmente, a base de la venta de “milagritos” de monedas de oro y monedas de plata, se recaudó dinero para construir la iglesia actual, donde se encuentra la imagen. A principios del siglo XX, durante la época de Venustiano Carranza los revolucionarios intentaron quemar la imagen, pero esta fue escondida en una cueva del cerro de Tila, donde hoy se encuentra una cruz y un santuario.

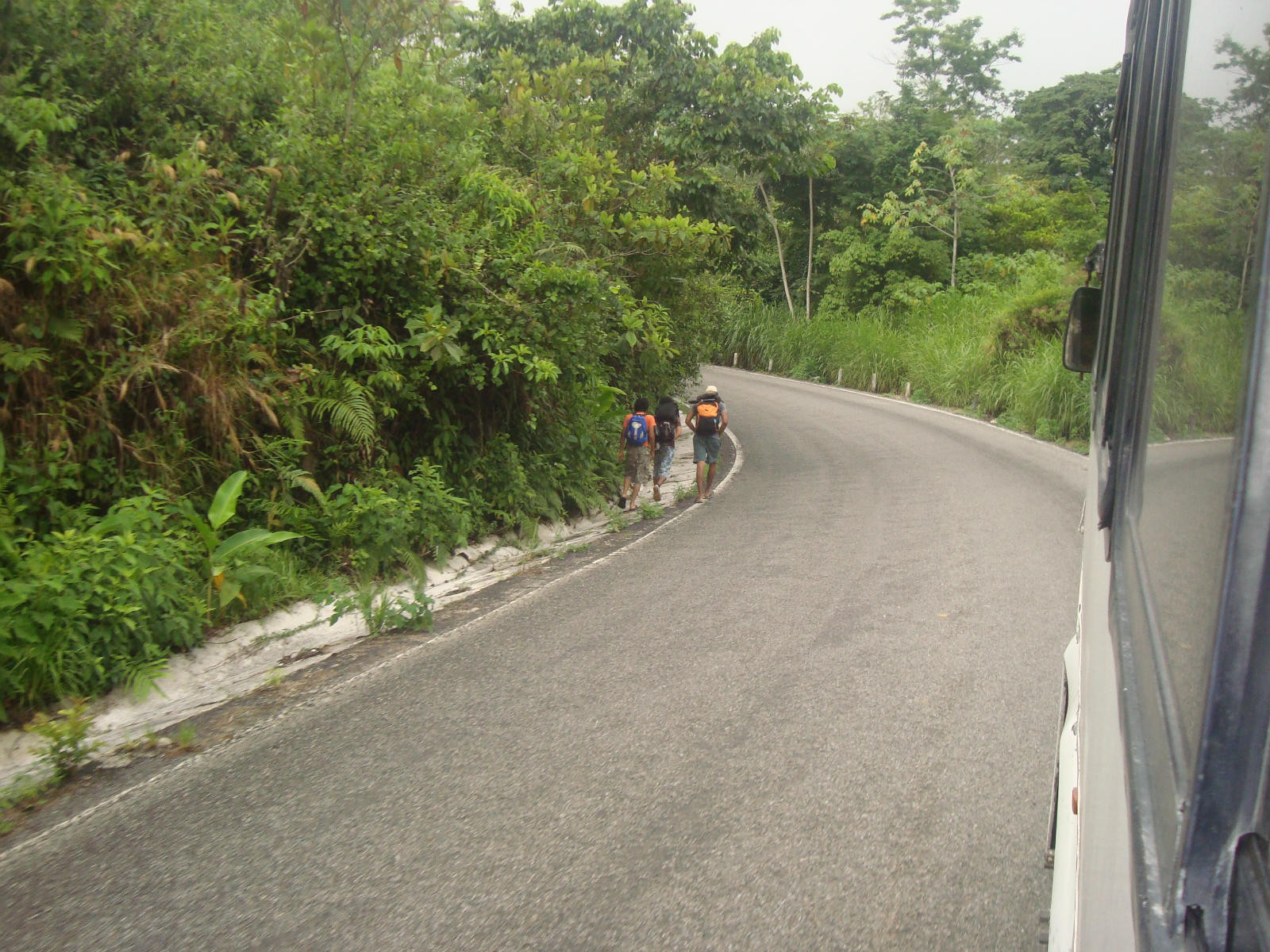
Paisaje de Tila

#### Santa Martha Virgen

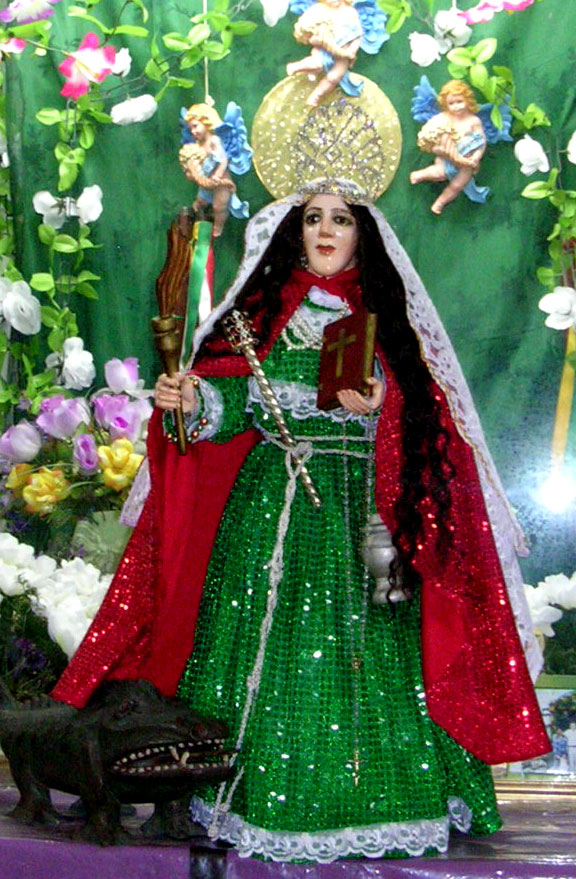
Santa Martha Virgen

Santa Martha Virgen es una imagen de madera de cedro realizada por el escultor chiapaneco Rodolfo Antonio Piñeiro Morales. El encargo se realizó tras una sucesión de apariciones y milagros que tuvieron lugar en el pueblo. Según testimonios de sus habitantes, Santa Martha Virgen se le apareció al campesino indígena Jorge Gómez Díaz el 17 de junio de 1986. En la aparición se le encomendó la construcción de un templo. Tras la sucesión de varias curaciones y sucesos milagrosos, se fundó la Congregación de Santa Martha Virgen. Las historias de milagros asociadas con el templo de Santa Martha han sido analizadas por antropólogos como ejemplos de la defensa de la identidad indígena ante las clases mestizas dominantes, y en particular ante los abusos históricos de la iglesia católica sobre poblaciones indígenas, a las que todavía en el siglo XXI se les obliga al pago de la décima parte de las ganancias de la tierra para recibir las órdenes sacramentales. El culto del Señor de Tila es actualmente una de las principales fuentes de ingresos de la diócesis de San Cristóbal de las Casas. La popularidad de las festividades y rezos de la congregación fue reconocida por la gente de Tila, que designó con el mismo nombre lo que hoy es el barrio de Santa Martha.
En el año 1999 la iglesia solicitó que la imagen de la Santa Martha Virgen fuera trasladada y custodiada en la iglesia de San Mateo, donde ya estaba el Señor de Tila. La congregación se negó al traslado de la imagen, que actualmente se mantiene en su santuario. Los sucesos provocaron en el año 2001 un cisma en la población católica de Tila.